# APC (پروتئین)
اَدنوماتوز پولیپوزیس کولای (انگلیسی: Adenomatous polyposis coli) که با نام‌های اختصاری «DP2.5» و «APC» هم شناخته می‌شود، یک پروتئین است که در انسان، توسط ژن «APC» کُد می‌شود.
این پروتئین یک «تنظیم‌کنندهٔ منفی» (کاهش‌دهنده) است که غلظت بتا-کاتنین را کنترل کرده و با CDH1 نیز در فعل‌وانفعال است که هردو در چسبندگی سلول‌به‌سلول نقش دارند.
جهش در ژن APC ممکن است منجر به سرطان روده بزرگ شود.
ژن «APC»، یک ژن سرکوب‌گر تومور است که بر روی بازوی بلند کروموزوم ۵ واقع شده‌است و ارتولوگ‌های آن در تمامی پستانداران وجود دارد که نقشهٔ ژنومی کامل‌شان در دسترس است.